# 위성공격무기

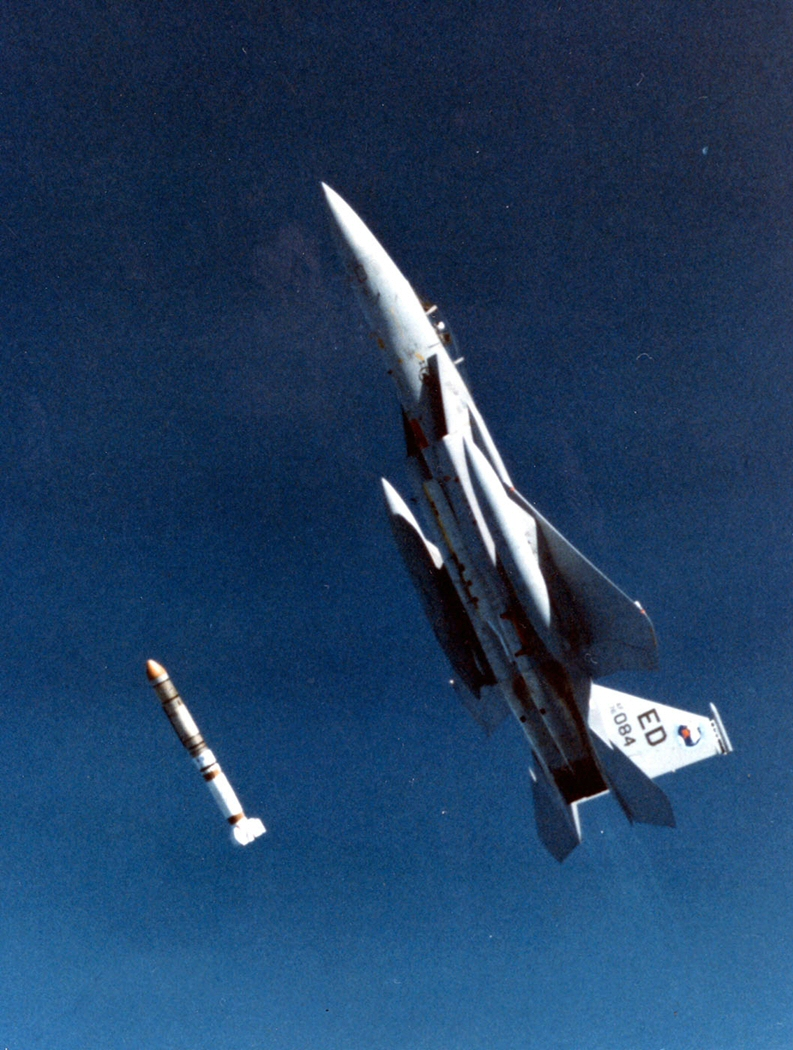
1985년 9월 13일 F-15 전투기에서 ASM-135 ASAT 미사일이 발사되고 있다

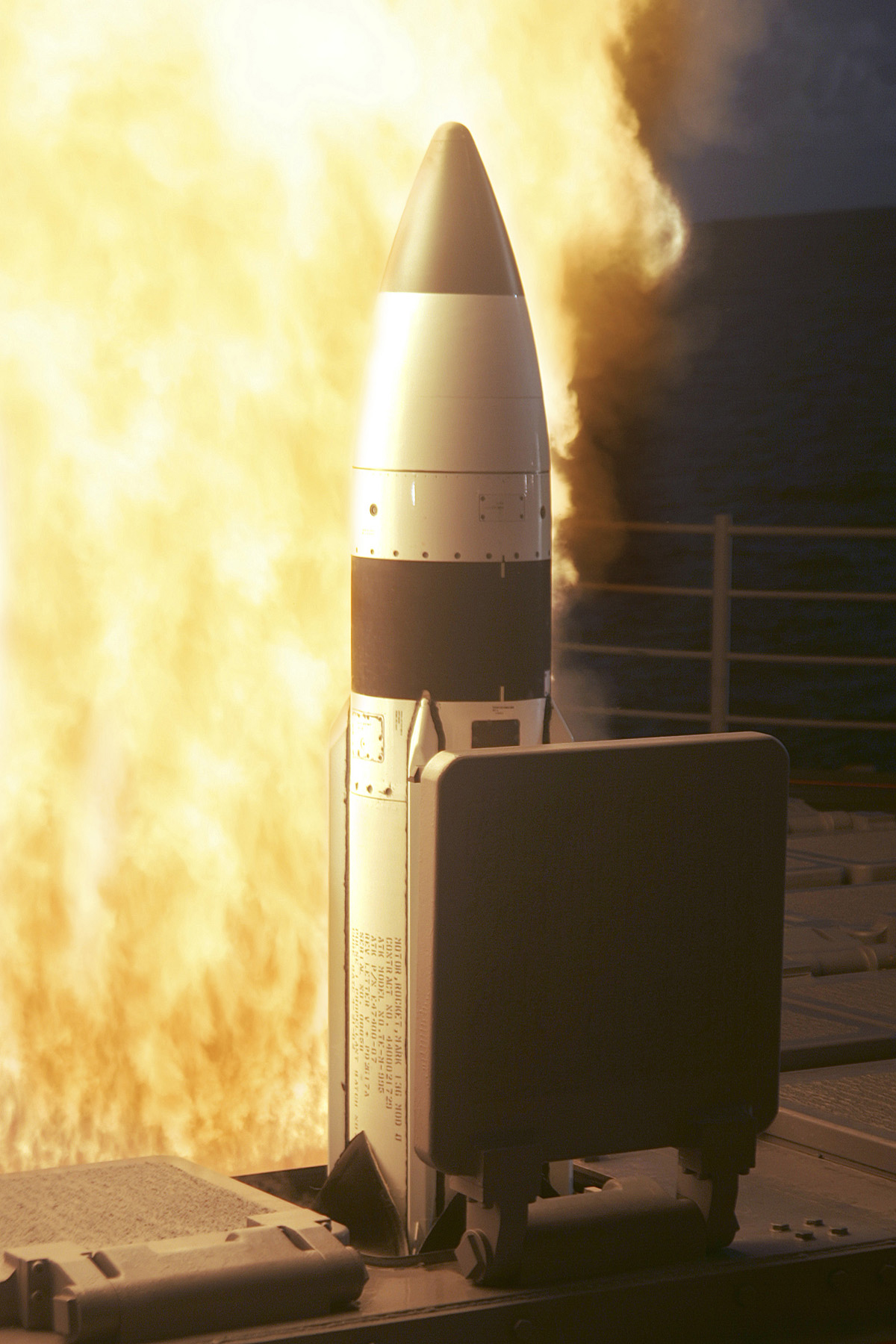
SM-3 미사일의 발사장면

위성공격무기(ASAT:Anti-satellite)는 레이저나 미사일 등으로 인공위성을 공격하는 무기체계를 말한다.

## 미국
1985년 9월 13일 미국은 F-15 전투기에서 발사한 ASM-135 ASAT 미사일로 미국의 인공위성 P78-1을 파괴했다.
2008년 2월 21일 미국은 해상의 이지스 구축함에서 발사한 RIM-161 스탠다드 3 미사일로 미국의 정찰위성 USA-193를 파괴했다.

## 소련
소련은 1970년대에 대형 지상발사 ASAT 레이저를 개발했다. 1970년대와 1980년대에 다수의 미국 정찰위성을 일시적으로 실명시켰다.
소련은 군용 우주 정거장으로 위성을 공격하는 실험을 하였다.
1980년대 초반에 소련은 미국의 ASM-135 ASAT 미사일에 대응하기 위해 MiG-31 폭스하운드를 개조하였다. 최소한 6대가 제작되었다.

## 중국
1998년 미 국방부가 의회에 제출한 보고서에 따르면, 중국은 이미 레이저에 매우 취약한 광학 센서를 가진 정찰위성을, 매우 제한적인 조건에서, 손상시킬 수 있는 레이저를 보유했으며, 위성을 파괴할 수 있는 레이저를 개발중이라고 한다.
2007년 1월 11일 중국은 시창 위성발사센터에서 SC-19 미사일을 발사하여 FY-1C 인공위성을 파괴했다.
2008년 1월 18일, 미국의 워싱턴 타임스는 중국이 잠수함 발사형 ASAT 미사일을 개발하고 있다고 보도했다. 진급 핵잠수함에 쥐랑 2 미사일을 사용할 것이라고 보도했다.

## 이스라엘
이스라엘이 개발한, F-15 전투기에서 발사하는 블루 스패로우 미사일을 개조하면 인공위성을 요격할 수 있다고 한다.

## 같이 보기
- 탄도탄 요격 미사일